# Exochus cohrsi
Exochus cohrsi là một loài tò vò trong họ Ichneumonidae.